# Artur da Cunha Oliveira
Artur da Cunha Oliveira (ur. 30 września 1924 w Lawrence, Massachusetts, zm. 20 czerwca 2018) – portugalski polityk, teolog i nauczyciel akademicki, były duchowny rzymskokatolicki, poseł do Parlamentu Europejskiego III kadencji.

## Życiorys
Jego matka pochodziła z wyspy Graciosa, a ojciec z São Miguel. Urodził się w Stanach Zjednoczonych, jednak w wieku 7 lat zamieszkał w Guadalupe w gminie Santa Cruz da Graciosa na Azorach, gdzie uczęszczał do szkoły. Kształcił się w seminarium duchownym diecezji Angra, został księdzem rzymskokatolickim. Ukończył studia z zakresu teologii na Papieskim Uniwersytecie Gregoriańskim i biblistyki na Papieskim Instytucie Biblijnym. Był asystentem kościelnym różnych stowarzyszeń, jednak zrezygnował z kapłaństwa. Później ukończył studia psychologiczne i pracował jako główny technik planista. Został profesorem w seminarium diecezji Angra, założył również regionalny departament studiów i planowania na Azorach (DREPA). Pracował jako dziennikarz, m.in. jako redaktor naczelny dziennika „A União”. Publikował także książki.
Zasiadał w radzie gminy Angra do Heroísmo. W 1975 był przewodniczącym delegacji azorskich samorządowców negocjujących w Lizbonie powołanie rządu regionalnego. W 1989 uzyskał mandat posła do Parlamentu Europejskiego z listy Partii Socjalistycznej. Przystąpił do frakcji socjalistycznej, należał m.in. do Komisji ds. Rolnictwa, Rybołówstwa i Rozwoju Wsi, Komisji ds. Polityki Regionalnej i Planowania Regionalnego oraz Komisji ds. Polityki Regionalnej, Planowania Regionalnego i Stosunków z Władzami Regionalnymi i Lokalnymi.